# Quốc lộ 55
De Quốc lộ 55 is een nationale weg in Vietnam en ligt in de provincies Bà Rịa-Vũng Tàu, Bình Thuận en Lâm Đồng. De totale lengte van de weg bedraagt 229 kilometer en verbindt Bà Rịa met de stad Bảo Lộc met elkaar.
QL1 · QL1B · QL1K · QL2 · QL3 · QL4 · QL5 · QL6 · QL7A · QL7B · QL8A · QL8B · QL9A · QL9B · QL12 · QL12A · QL14 · QL14B · QL14C · QL14D · QL14E · QL15 · QL15 (Biên Hoà) · QL18 · QL20 · QL51 · QL55 · QL56